# Opistognathus hongkongiensis
Opistognathus hongkongiensis är en fiskart som beskrevs av Chan, 1968. Opistognathus hongkongiensis ingår i släktet Opistognathus och familjen Opistognathidae. Inga underarter finns listade i Catalogue of Life.